# Zweite Schlacht bei Winchester
Brandy Station – Winchester II – Aldie – Middleburg – Upperville – Hanover – Gettysburg – Hunterstown – Fairfield – Williamsport – Boonsboro – Manassas Gap
Die Zweite Schlacht bei Winchester war eine Schlacht des Amerikanischen Bürgerkriegs, die vom 13. bis 15. Juni 1863 im Rahmen des Gettysburg-Feldzuges stattfand und mit einem Sieg der Südstaaten endete.

## Verlauf
Der Gettysburg-Feldzug begann im Juni 1863 mit dem Vorstoß der konföderierten Nord-Virginia-Armee unter General Lee aus ihren Stellungen am Rappahannock über Culpeper in das Shenandoahtal. Parallel dazu verlegte die Potomac-Armee unter General Hooker östlich der feindlichen Kräfte in nördliche Richtung. Die beiden Armeen wurden durch die Blue Ridge Mountains und die Bull Run Mountains getrennt.
Im Shenandoahtal waren jedoch weitere Unionstruppen disloziert. Das VIII. Armeekorps hatte den Auftrag, die Strecke der Baltimore and Ohio Railroad zu schützen. Teile des VIII. Armeekorps waren jedoch in südlicher Richtung vorgerückt und befanden sich unter dem Befehl von General Milroy in exponierter Lage bei Winchester und Berryville. Am 13. Juni erging durch Präsident Lincoln der Befehl an General Schenck, den Kommandierenden General des VIII. US-Korps, Milroys Kräfte zurückzuführen. Schenck leitete entsprechende Maßnahmen ein, jedoch hatten zu diesem Zeitpunkt bereits Vorauskräfte des II. Korps der Nord-Virginia-Armee unter General Ewell Winchester erreicht und die Fernmeldeverbindung zwischen Schenck und Milroy unterbrochen.
Am 13. Juni kam es zu ersten Gefechten. Am Folgetag täuschte Ewell mit einer Division unter General Johnson einen Angriff aus östlicher Richtung vor, während eine weitere Division unter General Early zeitgleich einen Umfassungsangriff führte. Milroys Verbände wurden aus ihren Verteidigungsstellungen nordwestlich der Stadt verdrängt. Angesichts der Lage entschied sich Milroy zum Rückzug aus Winchester. Allerdings wurde der Rückzugsweg durch Johnsons Division abgeschnitten. Nach weiteren Kampfhandlungen am 15. Juni sah Milroy keine Möglichkeit zur geordneten Absetzbewegung und befahl die Versprengung seiner Truppen. Ein Großteil seiner Kräfte geriet in Gefangenschaft, während einzelne Teile sich nach Harpers Ferry durchschlagen konnten. Die Konföderierten konnten neben Versorgungsgütern auch 23 Artilleriegeschütze erbeuten.

## Verluste
Die Konföderierten hatten rund 12.500 Mann eingesetzt, von denen 269 gefallen, verwundet oder vermisst waren. Die Verluste der Nordstaaten werden auf 4.443 Mann geschätzt, bei einer Stärke von 7.000 Mann. Der Großteil der Unionsverluste war vermisst und in Gefangenschaft.